# Идумала
Идумала (груз. იდუმალა) — село в Грузии, на территории Аспиндзского муниципалитета края (мхаре) Самцхе-Джавахети.

## География
Село находится в южной части Грузии, на правом берегу Куры, вблизи места впадения в неё реки Ошоры, на расстоянии приблизительно 1 километра (по прямой) к северо-западу от посёлка городского типа Аспиндза, административного центра муниципалитета. Абсолютная высота — 1079 метров над уровнем моря.

## Население
По результатам официальной переписи населения 2014 года, в Идумале проживало 299 человек (147 мужчин и 152 женщины). В национальной структуре населения грузины составляли 96 %, армяне — 4 %.
| Год  | Население, человек |
| ---- | ------------------ |
| 2002 | 386                |
| 2014 | ↘ 299              |